# Tinissa polystacta
Tinissa polystacta är en fjärilsart som beskrevs av Edward Meyrick 1918. Tinissa polystacta ingår i släktet Tinissa och familjen äkta malar. Inga underarter finns listade i Catalogue of Life.